# Fabio Gómez
Esteban Fabio Gómez (Buenos Aires, 13 de julio de 1965) es un exrugbista argentino que se desempeñaba como medio scrum. Fue internacional con los Pumas de 1985 a 1990.

## Selección nacional
Héctor Silva lo convocó a los Pumas por primera vez en septiembre de 1985, para enfrentar a los Teros y no volvió a llamarlo hasta mayo de 1987, para jugar con el mismo rival.
Con el técnico Rodolfo O'Reilly tuvo sus últimas convocatorias, contra los All Blacks en 1989 y su última prueba frente a la Rosa, en agosto de 1990 y siendo la primera victoria contra los ingleses. En total jugó ocho partidos y marcó un try (cuatro puntos de aquel entonces).

### Participaciones en Copas del Mundo
Silva lo llevó a su única Copa del Mundo: Nueva Zelanda 1987, como suplente de Martín Yangüela. Éste se lesionó en el primer partido, por lo que Gómez obtuvo la titularidad y marcó su único try con la selección en la derrota ante Fiyi, este fue el segundo de Argentina en la historia del torneo.
| Mundial                       | Sede          | Resultado      | PJ | Tries |
| ----------------------------- | ------------- | -------------- | -- | ----- |
| Copa Mundial de Rugby de 1987 | Nueva Zelanda | Fase de grupos | 3  | 1     |

## Palmarés
- Campeón del Torneo Sudamericano de 1985.[2]
- Campeón del Eccellenza de 1992-93, 1994-95 y 1995-96.
- Campeón del Torneo de la URBA de 1986 y 1989.
- Campeón del Trofeo de Excelencia de 1994-95.